# Alexis Copello
Alexis Copello (ur. 12 sierpnia 1985 w Santiago de Cuba) – kubański lekkoatleta specjalizujący się w trójskoku. Od 2017 roku reprezentuje Azerbejdżan.
Międzynarodową karierę zaczynał w 2004 od startu w mistrzostwach świata juniorów, podczas których ostatecznie nie pojawił się na stadionie. Rok później był czwarty na czempionacie Ameryki Środkowej i Karaibów, a w 2006 zdobył srebro igrzysk Ameryki Środkowej i Karaibów. W 2008 zdobył brąz kolejnej edycji mistrzostw Ameryki Środkowej i Karaibów oraz reprezentował Kubę na igrzyskach olimpijskich w Pekinie odpadając w eliminacjach tych zawodów. Srebrny medalista mistrzostw Ameryki Środkowej i Karaibów – kilka tygodni po tym sukcesie bronił barw narodowych na mistrzostwach świata zdobywając brąz tej imprezy (2009). W 2010 wygrał czempionat ibero-amerykański, a na koniec sezonu uplasował się na drugim miejscu w pucharze interkontynentalnym. W sezonie 2011 był 4. na mistrzostwach świata oraz wywalczył złoto igrzysk panamerykańskich. Finalista halowych mistrzostw świata w Stambule i igrzysk olimpijskich w Londynie (2012). Stawał na podium mistrzostw Kuby oraz igrzysk kubańskich. Po zmianie obywatelstwa sięgnął po srebrny medal igrzysk solidarności islamskiej i zajął piąte miejsce w mistrzostwach świata w Londynie.
Rekordy życiowe: stadion – 17,68 (17 lipca 2011, Ávila) / 17,69w (25 kwietnia 2009, Hawana); hala – 17,24 (5 marca 2010, Liévin).

## Osiągnięcia
| Rok                        | Impreza                                  | Miejsce             | Pozycja           | Rezultat |
| -------------------------- | ---------------------------------------- | ------------------- | ----------------- | -------- |
| Reprezentacja: Kuba        |                                          |                     |                   |          |
| 2004                       | Mistrzostwa świata juniorów              | Grosseto            | –                 | DNS      |
| 2005                       | Mistrzostwa Ameryki Środkowej i Karaibów | Nassau              | 4. miejsce        | 17,09    |
| 2006                       | Igrzyska Ameryki Środkowej i Karaibów    | Cartagena de Indias | 2. miejsce        | 16,85    |
| 2008                       | Mistrzostwa Ameryki Środkowej i Karaibów | Cali                | 3. miejsce        | 16,91    |
| 2008                       | Igrzyska olimpijskie                     | Pekin               | el. – 13. miejsce | 17,09    |
| 2009                       | Mistrzostwa Ameryki Środkowej i Karaibów | Hawana              | 2. miejsce        | 17,33    |
| 2009                       | Mistrzostwa świata                       | Berlin              | 3. miejsce        | 17,36    |
| 2010                       | Mistrzostwa ibero-amerykańskie           | San Fernando        | 1. miejsce        | 17,28    |
| 2010                       | Puchar interkontynentalny                | Split               | 2. miejsce        | 17,25    |
| 2011                       | Mistrzostwa świata                       | Daegu               | 4. miejsce        | 17,47    |
| 2011                       | Igrzyska panamerykańskie                 | Guadalajara         | 1. miejsce        | 17,21    |
| 2012                       | Halowe mistrzostwa świata                | Stambuł             | 7. miejsce        | 16,92    |
| 2012                       | Igrzyska olimpijskie                     | Londyn              | 8. miejsce        | 16,92    |
| Reprezentacja: Azerbejdżan |                                          |                     |                   |          |
| 2017                       | Igrzyska solidarności islamskiej         | Baku                | 2. miejsce        | 16,90    |
| 2017                       | Mistrzostwa świata                       | Londyn              | 5. miejsce        | 17,16    |
| 2018                       | Halowe mistrzostwa świata                | Birmingham          | 4. miejsce        | 17,17    |
| 2018                       | Mistrzostwa Europy                       | Berlin              | 2. miejsce        | 16,93    |
| 2019                       | Mistrzostwa świata                       | Doha                | 7. miejsce        | 17,10    |
| 2021                       | Halowe mistrzostwa Europy                | Toruń               | 2.miejsce         | 17,04    |
| 2022                       | Mistrzostwa Europy                       | Monachium           | el. –             | NM       |
| 2023                       | II dywizja drużynowych mistrzostw Europy | Chorzów             | 2. miejsce        | 15,91    |
| 2023                       | Mistrzostwa świata                       | Budapeszt           | el. –             | NM       |
| 2024                       | Mistrzostwa Europy                       | Rzym                | el. – 13. miejsce | 16,44    |